# Insularno pismo
Insularno pismo (tj. otočko pismo)  je srednjovjekovni krasopisni sustav izmišljen u Irskoj. Proširio se na anglosasku Englesku i europski kontinent pod utjecajem irskog kršćanstva. Irski su misionari prenijeli krasopis na kontinentalnu Europu gdje su utemeljili samostane poput opatije sv. Kolumbana u talijanskom gradiću Bobbiju. Krasopisom su se također služili u samostanima poput benediktinskog samostana Fulde, gdje su bili pod utjecajem engleskih misionara. Dio je insularne umjetnosti od koje je najviše što je ostalo su oslikani rukopisi. Pod velikim je bila utjecajem irskog alfabeta i suvremenog gaelskog pisma u rukopisima i oblicima pisma.
Insularno pismo obuhvaća obitelj različitih pisama rabljenih u različite namjene. Na vrhu ljestvice je insularna poluuncijala (insularno veliko slovo) koji se rabilo za važne isprave i svete tekstove. Puna uncijala, u inačici zvanoj "engleska uncijala", bio je u uporabi u nekim engleskim središtima. Slijede u padajućem nizu po formalnosti i rastućem nizu po brzini pisanja dolazi skup malih slova, kurzivna mala slova i tekuća mala slova. Ove se rabilo za neskripturalne tekstove, pisma (dopisivanje), računovodstvene bilješke, napomene i sve ostale vrste pisanih isprava.

## Vanjske poveznice
- Thorn and eth: how to get them right. Operinan (ndonga). Briem. Inačica izvorne stranice arhivirana 26. srpnja 2019. Pristupljeno 17. siječnja 2019.
- Älvdalsk ortografi. Förslag till en enhetlig stavning för älvdalska (PDF) (švedski). Veljača 2007. Inačica izvorne stranice arhivirana 6. veljače 2007.CS1 održavanje: neprikladna web arhiva (link).